# Апостольский викариат Сан-Андрес-и-Провиденсии
Апостольский викариат Сан-Андрес-и-Провиденсии (лат. Vicariatus Apostolicus Sancti Andreae et Providentiae) — апостольский викариат Римско-Католической Церкви с центром в городе Сан-Андрес. Апостольский викариат Са-Андрес-и-Провиденсии подчиняется непосредственно Святому Престолу. Кафедральным собором апостольского викариата Сан-Андрес-и-Провиденсии является церковь Святого Семейства.

## История
20 июня 1912 года Святой Престол учредил миссию sui iuris Сан-Андрес-и-Провиденсии, выделив её из архиепархии Картахены. 14 ноября 1946 года миссия sui iuris Сан-Андрес-и-Провиденсии была преобразована в апостольскую префектуру.
5 декабря 2000 года Римский папа Иоанн Павел II издал буллу «De Evangelii proclamatione», которой преобразовал апостольскую префектуру Сан-Андрес-и-Провиденсии в апостольский викариат.

## Ординарии апостольского викариата
- епископ Riccardo Turner M.H.M.[1] (1912—1926);
- епископ Eugenio da Carcagente O.F.M.Cap. (23.07.1926 — 21.10.1952);
- епископ Gaspar de Orihuela O.F.M.Cap. (9.01.1953 — 1966);
- епископ Alfonso Robledo de Manizales O.F.M.Cap. (11.01.1966 — 1972);
- епископ Antonio Ferrándiz Morales O.F.M.Cap. (24.03.1972 — 10.11.1998);
- епископ Eulises González Sánchez (28.03.2001 — по настоящее время).

## Источник
- Annuario Pontificio, Libreria Editrice Vaticana, Città del Vaticano, 2003, ISBN 88-209-7422-3
- Булла De Evangelii proclamatione (лат.)